# El Limonar

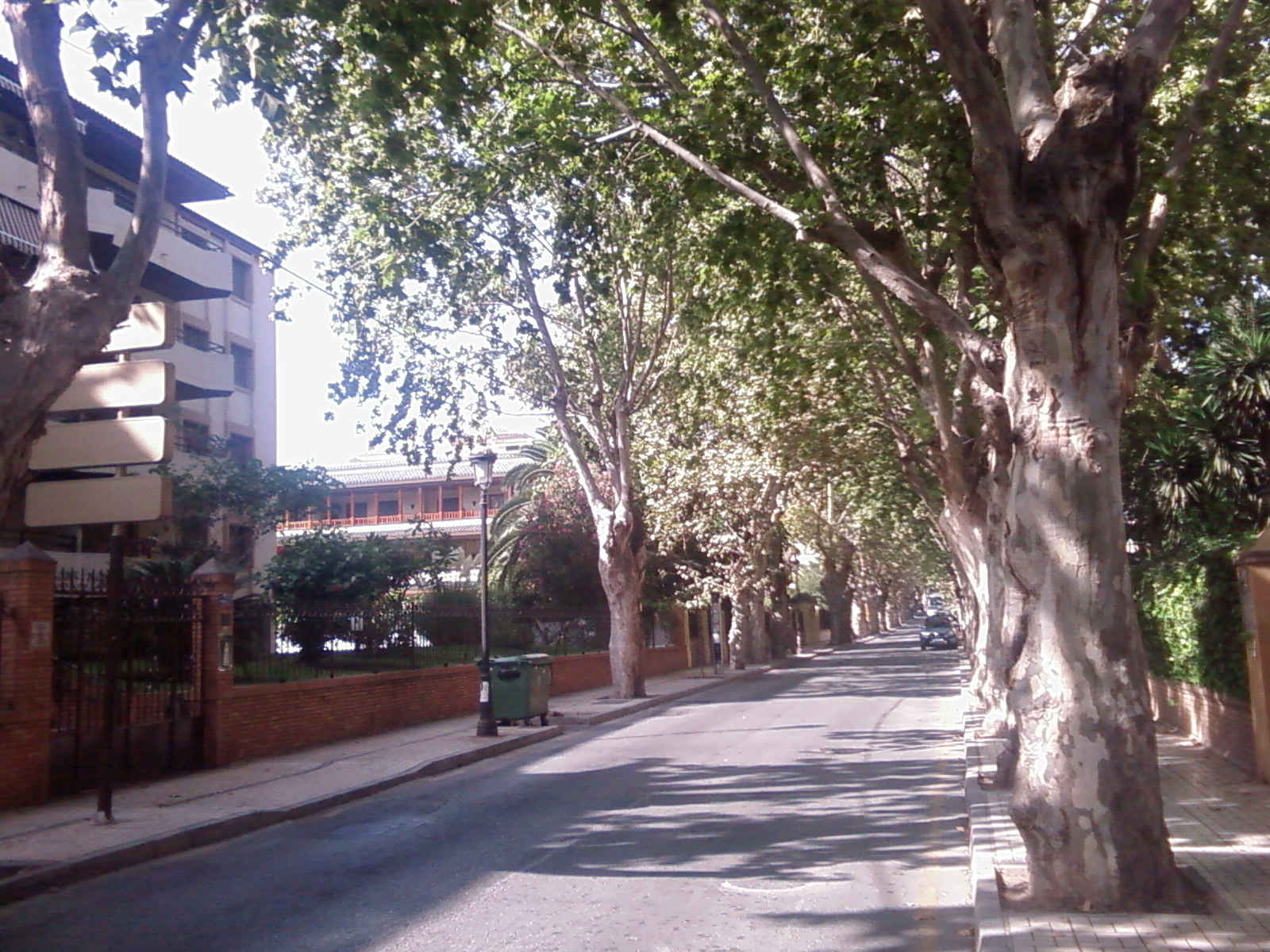
Paseo del Limonar.

El Limonar es un barrio que pertenece al distrito Este de la ciudad de Málaga, España.
Está situado al oeste del Arroyo la Caleta, que lo separa del barrio de Miramar. Al norte limita con el barrio de El Mayorazgo; al oeste, con los barrios de Las Palmeras, La Vaguada y Monte Sancha; y al sur con el barrio de La Caleta, que lo separa del mar. El barrio está organizado en torno al paseo del Limonar, que constituye su eje principal y lo atraviesa de norte a sur, además de darle nombre. 
Como otros barrios de la zona este de Málaga, El Limonar comenzó a tomar forma a finales el siglo XIX, cuando empezaron a surgir lujosas villas residenciales, como Villa Suecia.
En este barrio se encuentra la Sociedad Malagueña de Astronomía.

## Centros Educativos
En este barrio malagueño hay varios centros escolares donde pueden asistir los niños y niñas de todas las edades.
En primer lugar encontramos varios centros de educación preescolar como son la de educación infantil Giardinetto, San Ignacio o la Institución Miramar, donde los más pequeños aprenderán las nociones básicas antes de dar el gran salto a la educación primaria.
Uno de ellos los centros cercanos es el colegio El Limonar, centro concertado que ofrece desde educación preescolar hasta el bachillerato. El colegio El Limonar se encuentra en el paseo Limonar, 15, 29016 Málaga. En este centro mediante el proceso de admisión, cualquier niño o niña puede acceder a conseguir una plaza, dado que los puntos se consiguen mediante diversos factores como pueden ser la cercanía de la vivienda familiar al centro escolar; si algún familiar, como un hermano o hermana ya es alumno o alumna del centro; o incluso si la familia del aspirante a conseguir plaza es familia numerosa. El ratio de estudiantes por clase es el establecido por la ley, de entre 25 a 27 alumnos y alumnas por aula, lo que hace un total de 54 niños y niñas por curso, dado que únicamente existen dos clases por curso.
También hay un colegio junto al anterior, de carácter religioso, Madre Asunción, donde se puede estudiar desde los seis años, cuando se comienza la enseñanza obligatoria en primero de primaria, hasta terminar la ESO. Este centro, a diferencia con el anterior no tiene la posibilidad de estudiar los siguientes dos cursos de Bachillerato. 
Cerca de ambas instituciones encontramos el Instituto IES Mayorazgo, centro público donde se imparten clases desde primero de la Educación Secundaria Obligatoria, hasta segundo de Bachillerato. Incluyendo además Cursos de Ciclos Formativos de Grado Superior, un ejemplo de ello es la posibilidad de obtener un título de Técnico Superior en Educación Infantil. Se encuentra situado en calle las Espuelas, 12, 29016 Málaga

## Transporte
En autobús queda conectado mediante las siguientes líneas de la EMT: 
| Línea | Trayecto                                        | Recorrido | Frecuencia    |
| ----- | ----------------------------------------------- | --------- | ------------- |
| C3    | Parque Clavero                                  | Recorrido | 15 minutos    |
| 11    | Alameda Principal - El Palo                     | Recorrido | 8 minutos     |
| 32    | Alameda Principal - El Limonar                  | Recorrido | 16-18 minutos |
| 33    | Alameda Principal - Cerrado de Calderón         | Recorrido | 25-35 minutos |
| 34    | Alameda Principal - Pedregalejo (Bda. La Mosca) | Recorrido | 30-35 minutos |
| 35    | Alameda Principal - Gibralfaro                  | Recorrido | 40-50 minutos |
| N1    | Puerta Blanca - El Palo                         | Recorrido | 25 minutos    |